# Novasio Ridge
Novasio Ridge ist langer und vereister Gebirgskamm in den Admiralitätsberge im ostantarktischen Viktorialand. Er trennt die unteren Abschnitte des Freimanis-Gletschers und des Man-o-War-Gletschers.
Der United States Geological Survey kartierte ihn mittels Vermessungen und mithilfe von Luftaufnahmen der United States Navy zwischen 1960 und 1962. Das Advisory Committee on Antarctic Names benannte ihn 1964 nach Richard A. Novasio (1929–2003), Funker auf der Hallett-Station im Jahr 1957.